# 提姆·瑞安
提摩西·約翰·瑞安（英語：Timothy John Ryan，1973年7月16日—）是一名美國政治人物，2003年-2023年期间担任俄亥俄州聯邦眾議員。他是民主黨籍，自2013年起代表俄亥俄州第13國會選區，在重新劃分選區前曾代表俄亥俄州第17國會選區。瑞安的選區現在包括俄亥俄州東北部的一大片地區，從揚斯敦到亞克朗。他是2022年俄亥俄州聯邦參議員選舉中的民主黨提名人。
瑞安出生於俄亥俄州尼爾斯，在鮑林格林州立大學主修政治學後，曾擔任美國眾議員詹姆斯·特拉菲坎特的助手，並在新罕布什爾大學法學院獲得法學博士學位。2001年至2002年，他在俄亥俄州參議院任職，之後贏得接替特拉菲肯特的選舉。
2016年11月，瑞安發起挑戰，希望推翻南西·裴洛西作為眾議院民主黨領導人的地位，但未獲成功。他還曾是2020年美國總統選舉民主黨初選的候選人，之後在2019年結束競選，參加連任。瑞安在2020年連任第十次任期。2021年，瑞安宣布參加俄亥俄州參議院席位的競選，並以70%的選票贏得民主黨提名。在2022年11月8日的大選中，他輸給共和黨提名人詹姆斯·大衛·凡斯。

## 外部連結
- Congressman Tim Ryan （页面存档备份，存于） official U.S. House website
- Tim Ryan for Ohio （页面存档备份，存于） campaign website
- 中的“Tim Ryan”
- C-SPAN內的頁面（英文）

- 美國國會國家人物傳記大辭典中的傳記
- 由華盛頓郵報維護的投票記錄
- 智慧投票计划中的傳記、投票紀錄及利益集團評級
- 聯邦選舉委員會中的競選財務報告和數據

| 美国众议院                 | 美国众议院                                         | 美国众议院               |
| -------------------------- | -------------------------------------------------- | ------------------------ |
| 前任者： 詹姆斯·特拉菲坎特 | 美國眾議院議員 來自俄亥俄州第17選區 2003年－2013年 | 選區廢除                 |
| 前任者： 貝蒂·薩頓         | 美國眾議院議員 來自俄亥俄州第13選區 2013年－2023年 | 繼任者： 艾米丽亚·赛克斯 |
| 政党职务                   |                                                    |                          |
| 前任者： 泰德·史垂克蘭德   | 俄亥俄州聯邦參議員民主黨提名人 （第三組） 2022年   | 最新的                   |